# 坎波卢加尔
坎波卢加尔，是西班牙埃斯特雷马杜拉卡塞雷斯省的一个市镇。总面积73平方公里，总人口1174人（2001年），人口密度16人/平方公里。